# Martin Biesel
Martin Biesel (* 8. Dezember 1962) ist ein deutscher ehemaliger politischer Beamter. Von November 2009 bis Juli 2011 war er Staatssekretär im Auswärtigen Amt.

## Leben
Biesel studierte Politische Wissenschaften, Geschichte und Germanistik an der Rheinischen Friedrich-Wilhelms-Universität in Bonn und schloss sein Studium mit Magister Artium (M.A.) ab.
In den Jahren 1991/92 war Biesel im Grundsatzreferat in der FDP-Bundesgeschäftsstelle tätig, bevor er 1992 für 2 Jahre Referent für Internationale Beziehungen der FDP wurde. Von 1993 leitete er das Büro von Werner Hoyer (1993–1994) und Guido Westerwelle (1994–1998). Ab 1995 war er zudem Leiter der Abteilung Politik und Strategie der FDP-Bundesgeschäftsstelle. Nachdem er 1999 als Senior Manager für Regierungs- und Politikangelegenheiten bei EADS in die Privatwirtschaft wechselte, wurde er im Jahr 2001 Geschäftsführer „Bürgerfonds für Deutschland“. Ab 2002 arbeitete Biesel wieder als Büroleiter Guido Westerwelles.
Im Jahr 2009 berief ihn Bundesaußenminister Westerwelle als Staatssekretär ins Auswärtige Amt. Nach Westerwelles Abgabe der Vizekanzlerschaft verließ Biesel das Auswärtige Amt, um in die Privatwirtschaft zu wechseln. Seine Planstelle im Auswärtigen Amt wurde gestrichen.
Zum 1. November 2011 trat Biesel bei der Fluggesellschaft Air Berlin die Nachfolge von Matthias von Randow als Direktor für internationale Verkehrsrechte und Bevollmächtigter des Vorstands für Politik an. Am 1. Oktober 2016 schied er bei Air Berlin aus und machte sich als Berater selbständig. Ab Februar 2017 war Biesel ehrenamtlicher Generalsekretär der Westerwelle Foundation, später bis 2023 Mitglied des Vorstandes. Zum 1. Januar 2024 wurde Biesel Leiter des Regionalbüros Nordamerika der Friedrich-Naumann-Stiftung für die Freiheit in Washington, D.C.